# Săritura în înălțime

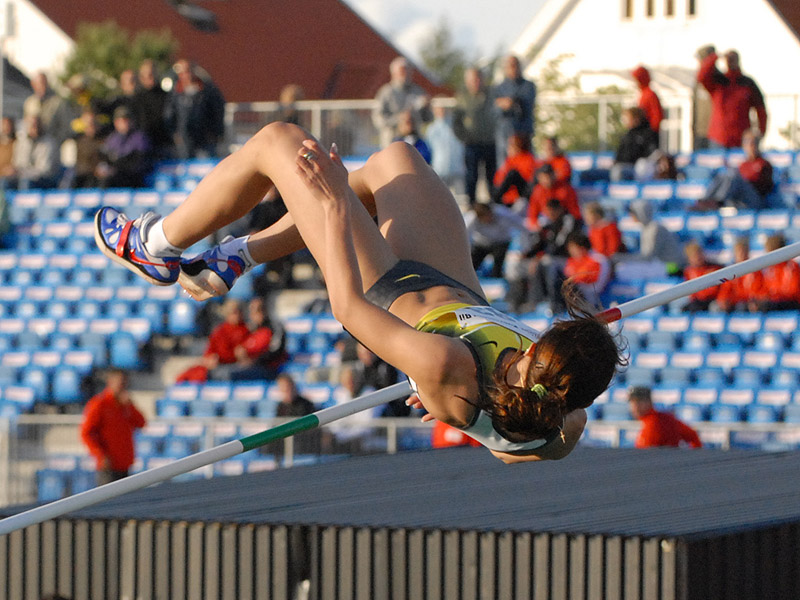

Săritura în înălțime este o probă de atletism.
Majoritatea săritorilor folosesc stilul „fosbury flop”, care constă într-o răsucire în momentul înălțării pentru a sări mai întâi cu capul și spatele la bară. Concurenții nu au voie să sară cu picioarele împreunate, să facă bătaia pe ambele picioare și nu au voie să sară cu fața înainte. Înălțimea minimă de la care se pornește pentru toți competitorii este de 1 m.
Un concurent este exclus din concurs în urma a trei încercări nereușite, la orice înălțime. 

## Recorduri mondiale

### Masculin (aer liber)
La 3 decembrie 2022.
| Înălțime | Atlet              | Naționalitate              | Loc        | Dată              |
| -------- | ------------------ | -------------------------- | ---------- | ----------------- |
| 2,45     | Javier Sotomayor   | Cuba                       | Salamanca  | 23 iulie 1993     |
| 2,43     | Mutaz Essa Barshim | Qatar                      | Bruxelles  | 5 septembrie 2014 |
| 2,42     | Patrik Sjöberg     | Suedia                     | Stockholm  | 30 iunie 1987     |
| 2,42     | Bohdan Bondarenko  | Ucraina                    | New York   | 14 iunie 2014     |
| 2,41     | Igor Paklin        | Uniunea Sovietică          | Kobe       | 4 septembrie 1985 |
| 2,41     | Ivan Uhov          | Rusia                      | Doha       | 9 mai 2014        |
| 2,40     | Rudolf Povarnițân  | Uniunea Sovietică          | Donețk     | 11 august 1985    |
| 2,40     | Sorin Matei        | România                    | Bratislava | 20 iunie 1990     |
| 2,40     | Charles Austin     | Statele Unite ale Americii | Zürich     | 7 august 1991     |
| 2,40     | Veaceslav Voronin  | Rusia                      | Londra     | 5 august 2000     |
| 2,40     | Derek Drouin       | Canada                     | Des Moines | 25 aprilie 2014   |
| 2,40     | Andrii Proțenko    | Ucraina                    | Lausanne   | 3 iulie 2014      |
| 2,40     | Danil Lâsenko      | Rusia                      | Monaco     | 20 iulie 2018     |
| 2,39     | Jianhua Zhu        | China                      | Eberstadt  | 10 iunie 1984     |
| 2,39     | Hollis Conway      | Statele Unite ale Americii | Norman     | 30 iulie 1989     |
| 2,39     | Gianmarco Tamberi  | Italia                     | Monaco     | 15 iulie 2016     |

### Feminin (aer liber)
La 3 decembrie 2022.
| Înălțime | Atletă              | Naționalitate              | Loc        | Dată               |
| -------- | ------------------- | -------------------------- | ---------- | ------------------ |
| 2,10     | Yaroslava Mahuchikh | Ucraina                    | Paris      | 2024               |
| 2,09     | Stefka Kostadinova  | Bulgaria                   | Roma       | 30 august 1987     |
| 2,08     | Blanka Vlašić       | Croația                    | Zagreb     | 31 august 2009     |
| 2,07     | Liudmila Andonova   | Bulgaria                   | Berlin     | 20 iulie 1984      |
| 2,07     | Anna Cicerova       | Rusia                      | Ceboksarî  | 22 iulie 2011      |
| 2,06     | Kajsa Bergqvist     | Suedia                     | Eberstadt  | 26 iulie 2003      |
| 2,06     | Hestrie Cloete      | Africa de Sud              | Paris      | 31 august 2003     |
| 2,06     | Elena Slesarenko    | Rusia                      | Atena      | 28 august 2004     |
| 2,06     | Ariane Friedrich    | Germania                   | Berlin     | 14 iunie 2009      |
| 2,06     | Maria Lasițkene     | Atleți Neutri Autorizați   | Lausanne   | 6 iulie 2017       |
| 2,05     | Tamara Bâkova       | Uniunea Sovietică          | Kiev       | 22 iunie 1984      |
| 2,05     | Heike Henkel        | Germania                   | Tokio      | 31 august 1991     |
| 2,05     | Inha Babakova       | Ucraina                    | Tokio      | 15 septembrie 1995 |
| 2,05     | Tia Hellebaut       | Belgia                     | Beijing    | 23 august 2008     |
| 2,05     | Chaunté Howard Lowe | Statele Unite ale Americii | Des Moines | 26 iuni 2010       |
| 2,05     | Iaroslava Mahucih   | Ucraina                    | Bruxelles  | 2 septembrie 2022  |

### Masculin (sală)
La 3 decembrie 2022.
| Înălțime | Atlet                    | Dată              | Loc       |
| -------- | ------------------------ | ----------------- | --------- |
| 2,43     | Javier Sotomayor (CUB)   | 4 martie 1989     | Budapesta |
| 2,42     | Carlo Thränhardt (FRG)   | 26 februarie 1988 | Berlin    |
| 2,41     | Patrik Sjöberg (SWE)     | 1 februarie 1987  | Pireu     |
| 2,41     | Mutaz Essa Barshim (QAT) | 18 februarie 2015 | Athlone   |
| 2,40     | Hollis Conway (USA)      | 10 martie 1991    | Sevilla   |
| 2,40     | Stefan Holm (SWE)        | 6 martie 2005     | Madrid    |
| 2,40     | Ivan Uhov (RUS)          | 25 februarie 2009 | Pireu     |
| 2,40     | Aleksei Dmitrik (RUS)    | 8 februarie 2014  | Arnstadt  |
| 2,39     | Dietmar Mögenburg (FRG)  | 24 februarie 1985 | Köln      |
| 2,39     | Ralf Sonn (GER)          | 1 martie 1991     | Berlin    |

### Feminin (sală)
La 3 decembrie 2022.
| Înălțime | Atletă                      | Dată              | Loc             |
| -------- | --------------------------- | ----------------- | --------------- |
| 2,08     | Kajsa Bergqvist (SWE)       | 4 februarie 2006  | Arnstadt        |
| 2,07     | Heike Henkel (GER)          | 8 februarie 1992  | Karlsruhe       |
| 2,06     | Stefka Kostadinova (BUL)    | 20 februarie 1988 | Atena           |
| 2,06     | Blanka Vlašić (CRO)         | 6 februarie 2010  | Arnstadt        |
| 2,06     | Anna Cicerova (RUS)         | 4 februarie 2012  | Arnstadt        |
| 2,06     | Iaroslava Mahucih (UKR)     | 2 februarie 2021  | Banská Bystrica |
| 2,05     | Tia Hellebaut (BEL)         | 3 martie 2007     | Birmingham      |
| 2,05     | Ariane Friedrich (GER)      | 15 februarie 2009 | Karlsruhe       |
| 2,05     | Maria Lasițkene (RUS)       | 9 februarie 2020  | Moscova         |
| 2,04     | Alina Astafei (GER)         | 3 martie 1995     | Berlin          |
| 2,04     | Elena Slesarenko (RUS)      | 7 martie 2004     | Budapesta       |
| 2,04     | Antonietta Di Martino (ITA) | 9 februarie 2011  | Banská Bystrica |
| 2,03     | Tamara Bâkova (URS)         | 6 martie 1983     | Budapesta       |
| 2,03     | Monica Iagăr (ROU)          | 23 ianuarie 1999  | București       |
| 2,03     | Marina Kupțova (RUS)        | 2 martie 2002     | Viena           |

## Record în România
La 3 decembrie 2022.
Masculin
- Sorin Matei — 2,40 m, 20 iunie 1990, Bratislava

Feminin
- Monica Iagăr — 2,03 m (în sală), 23 ianuarie 1999, București